# Hapalopilus
Гапалопіл (Hapalopilus) — рід деревних грибів родини Phanerochaetaceae. Назва вперше опублікована 1881 року.
В Україні зустрічається Гапалопіл червонуватий (Hapalopilus nidulans).

## Галерея

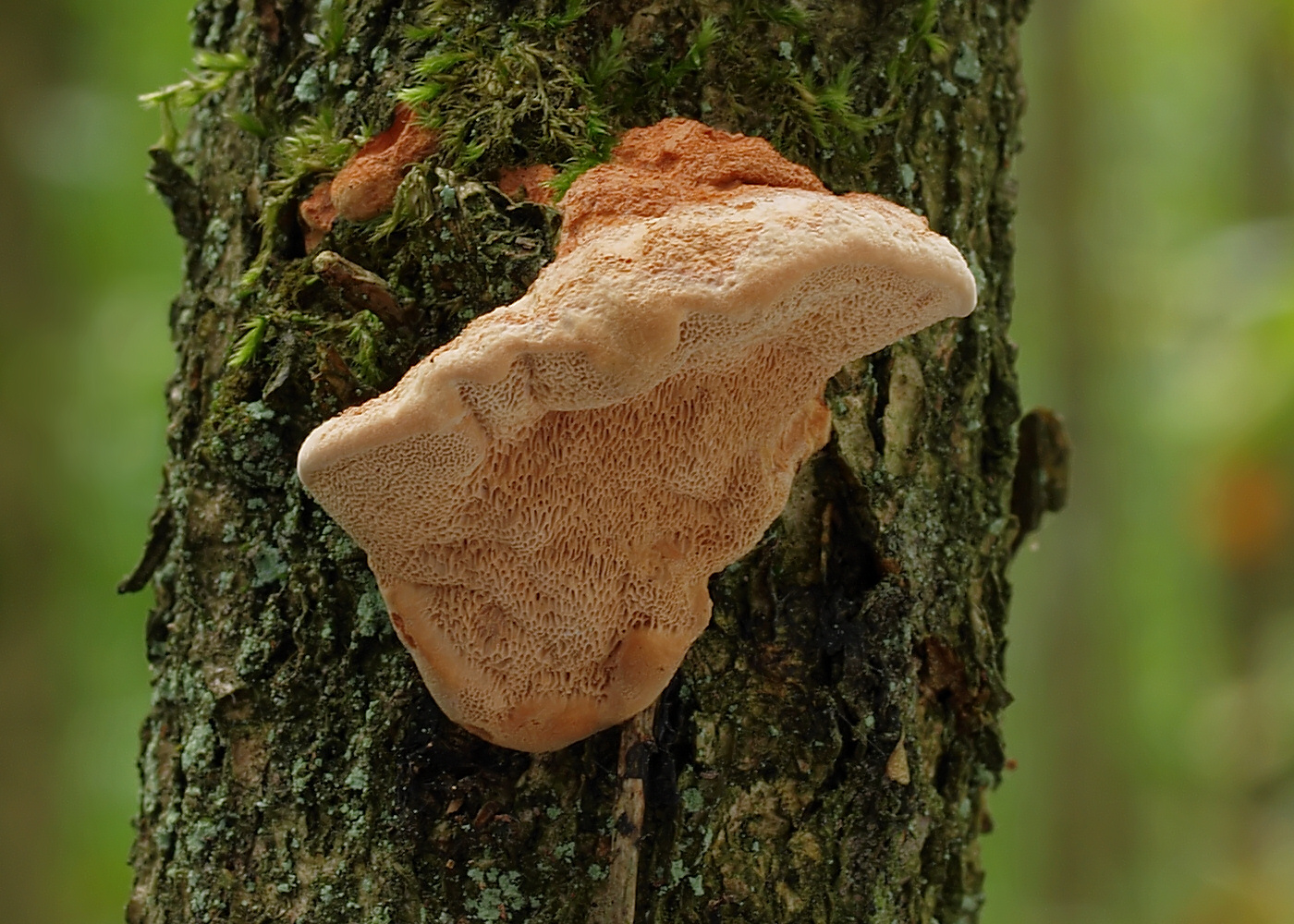
Hapalopilus nidulans
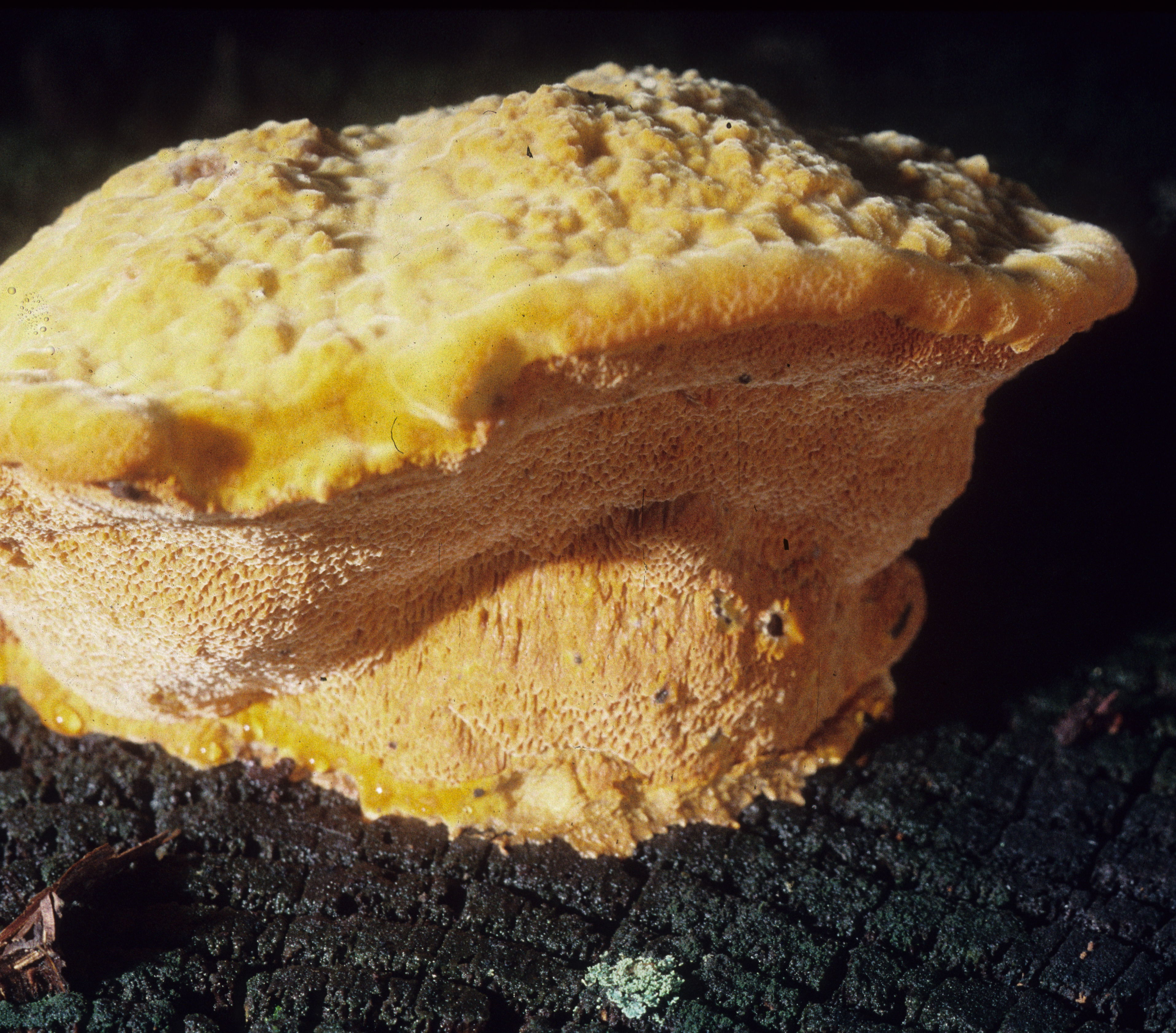
Hapalopilus croceus
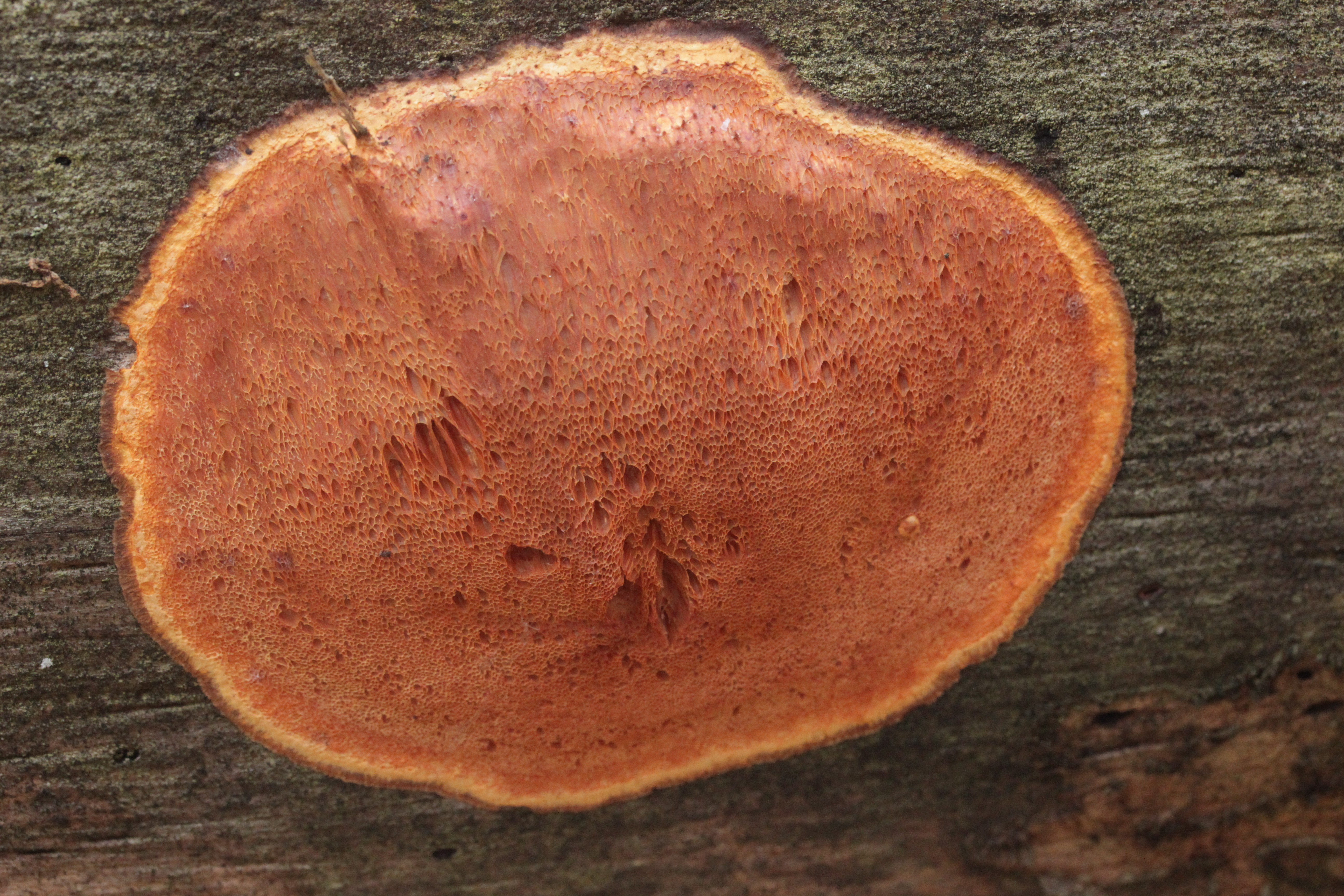
Hapalopilus aurantiacus
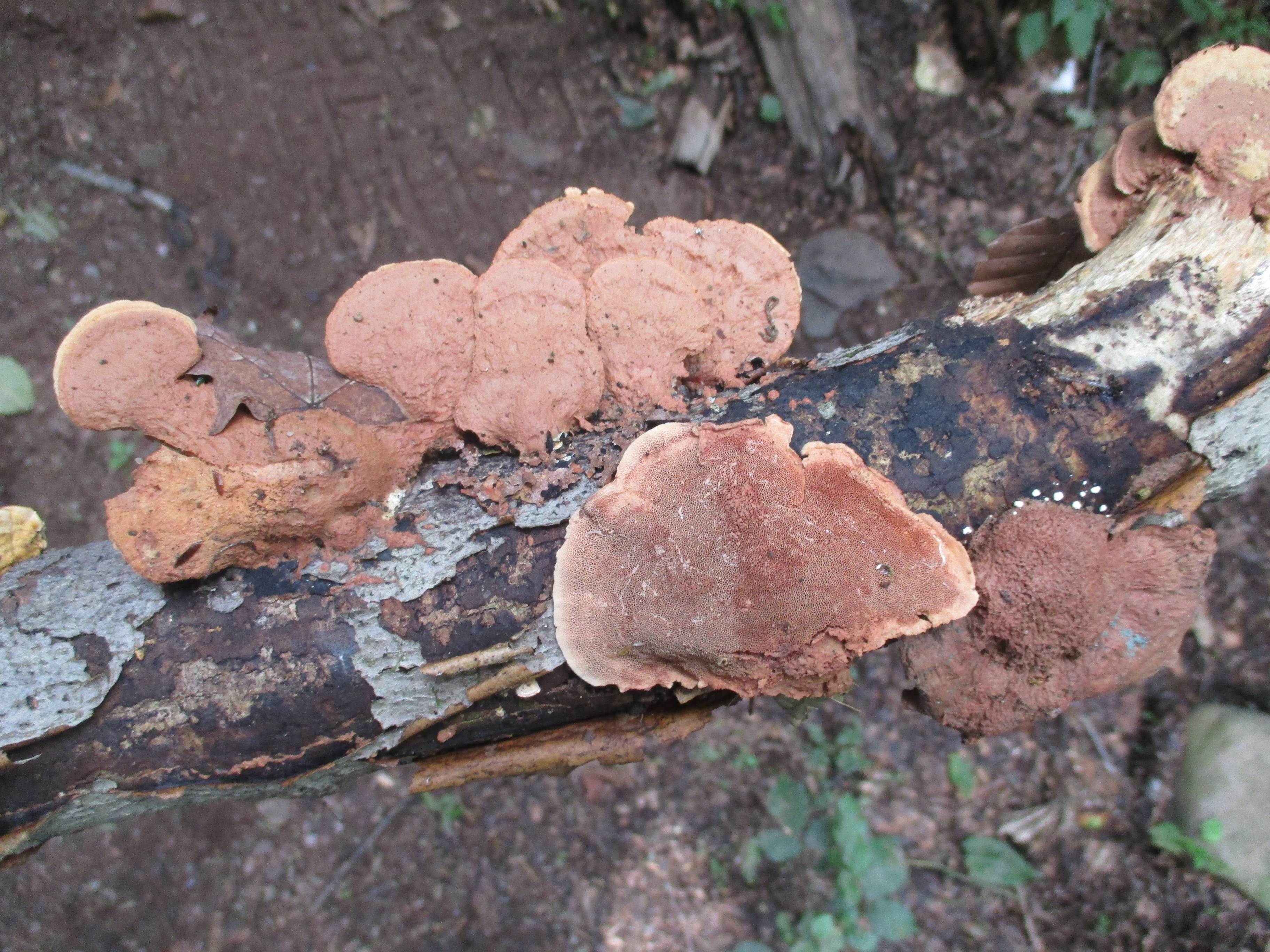
Hapalopilus nidulans